# Šacká jezera

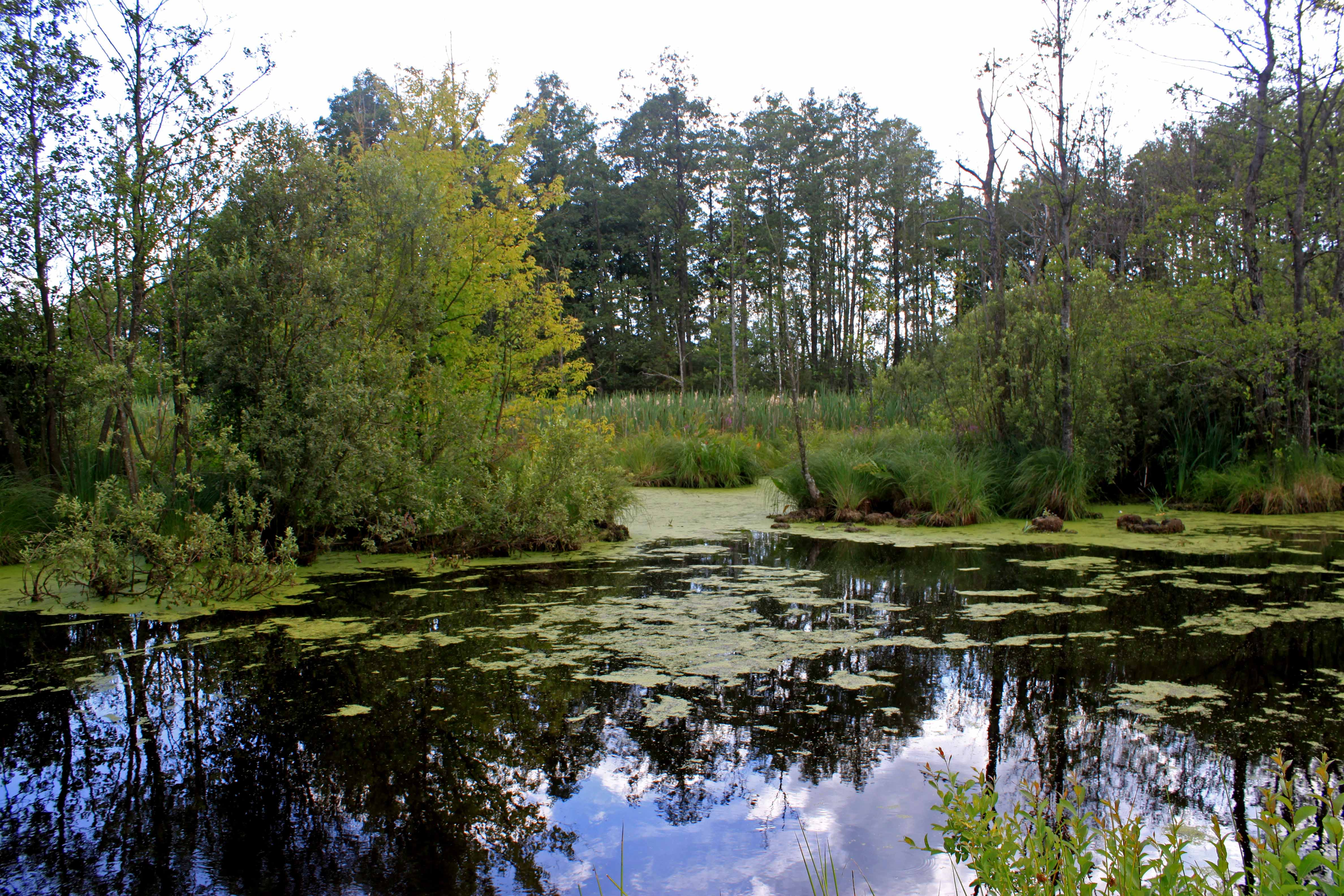
Jedno ze šackých jezer v Šackém národním přírodním parku

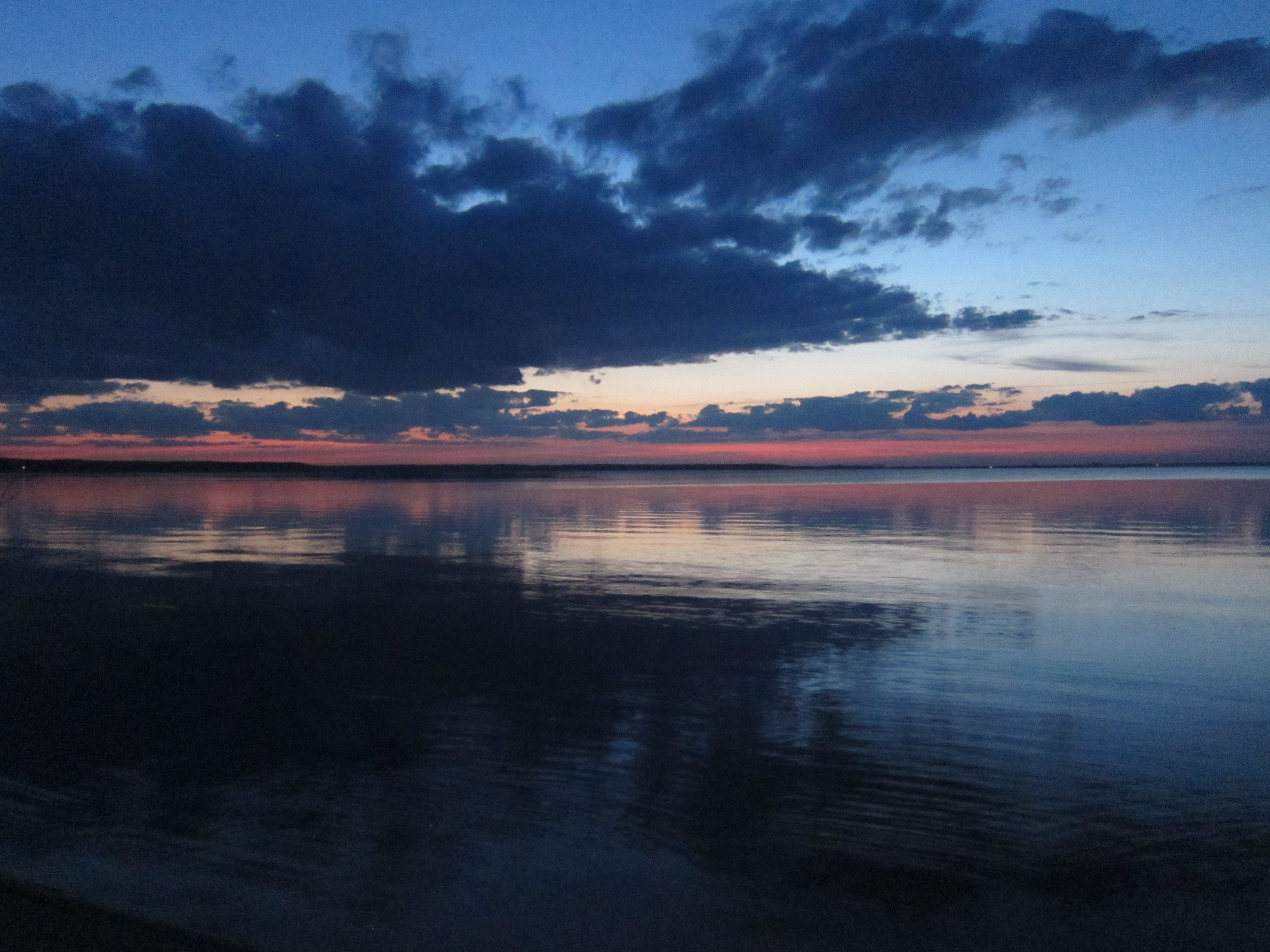
Jezero Sviťaz

Šacká jezera (ukrajinsky Шацькі озера) je skupina asi 30 jezer v Polesí na severozápadní Ukrajině. Nacházejí se v Šackém rajónu Volyňské oblasti nedaleko sídla městského typu Šack, poblíž hranic s Polskem a Běloruskem.

## Jezera
Ke skupině patří jezera Sviťaz (27,5 km²), Pulemecké jezero (16,3 km²), Luki (6,8 km²), Ljucimir (4,3 km²), Ostrovjanské jezero (2,5 km²), Pisočné jezero (1,86 km²), Krimne (1,44 km²) a mnoho menších.

## Vodní režim
Jezera se nacházejí na rozvodí Pripjati a Západního Bugu uprostřed rozsáhlých lesů.

## Využití
V okolí bylo vybudováno mnoho sanatorií a rekreačních objektů. V roce 1983 se jezera stala součástí Šackého národního přírodního parku o rozloze 325 km².